# 肝付瑠生
肝付 瑠生（きもつき るい、1997年7月7日 - ）は日本の俳優、ダンサー。東京都出身。ZEAL CASTING所属。

## 経歴
- 2007年1月 - NEOエンターテイメントバレエ銀座博品館劇場「くるみ割り人形」子役フリッツ役 西島千博プロデュース[1]
- 2008年6月 - 第一回「スピーリングビューティーバレエコンテスト」バレエ王子部門グランプリ受賞[1]
- 2009年2月 - 西島千博氏プロデュースNEO BALLET〜La Present〜西島千博 子供時代役[1]

## 出演作品

### 舞台
- Nostalgic Wonderland♪ 〜song & dance show〜（2018年2月16日 - 18日、恵比寿ガーデンプレイス ザ・ガーデンホール）[2]
- ミュージカル 「Dance with Devils〜Fermata（フェルマータ）」 - 立華リツカ表現 役（2018年3月15日 - 25日、AiiA 2.5 Theater Tokyo）[3]

### 写真集
- レスリーキー氏撮影「SUPER TOKYO」モデル[1]
- 月刊デジタルファクトリー週間肝付瑠生vol.1〜5末光美幸撮影[4]

### モデル
- 東京オリンピックレスリーキーポートレートモデル[1]

### 雑誌
- taiwan Vogue 1月号[1]